# Plataniás, Kreta
Plataniás är en ort i Grekland. Den ligger i prefekturen Nomós Chaniás och regionen Kreta, i den södra delen av landet, 270 km söder om huvudstaden Aten. Antalet invånare är 16 874.
Runt Plataniás är det ganska glesbefolkat, med 26 invånare per kvadratkilometer. Närmaste större samhälle är Chania, 10,9 km öster om Plataniás.